# 1884年ウィンブルドン選手権
1884年 ウィンブルドン選手権（1884ねんウィンブルドンせんしゅけん、The Championships, Wimbledon 1884）に関する記事。イギリス・ロンドン郊外にある「オールイングランド・ローンテニス・アンド・クローケー・クラブ」にて開催。

## 大会の流れ
- 男子シングルスは、1878年の第2回大会から「チャレンジ・ラウンド」（Challenge Round, 挑戦者決定戦）と「オールカマーズ・ファイナル」（All-Comers Final）で優勝を決定する方式になった。大会前年度優勝者を除く選手は「チャレンジ・ラウンド」に出場し、前年度優勝者への挑戦権を争う。前年度優勝者は、無条件で「オールカマーズ・ファイナル」に出場できる。チャレンジ・ラウンドの勝者と前年度優勝者による「オールカマーズ・ファイナル」で、当年度の選手権優勝者を決定した。
- 1884年は、ウィンブルドン選手権で第1回の女子シングルス競技が実施された年である。第1回大会には13名の女子選手がエントリーした。本記事では1877年のように、女子シングルス結果を1回戦から記載する。
- この年から、男子ダブルスがオールイングランド・クラブで実施され、正式な優勝記録表に記載されるようになった。1879年から1883年までは、男子ダブルス競技はオックスフォードで実施されていた。
- 1884年のウィンブルドン選手権は、初めて外国人選手が出場した大会でもある。初遠征した外国人選手は、リチャード・シアーズ、ジェームズ・ドワイト、A・L・ライブズ（すべてアメリカ）の3人だった。
- 前年度までは、ゲームカウント 5-5 になった時は次のゲームでセットの勝者を決めていた。そのため「6-5」の試合結果が多く見られたが、この年から「一方が2ゲーム勝ち越すまで」セットを続行する方式に変更された。

## 大会前年度優勝者
- 男子シングルス：1883年優勝者、ウィリアム・レンショー

## 男子シングルス

### チャレンジラウンド
準々決勝
- アーネスト・レンショー vs. ウィルフレッド・ミルン　6-3, 6-3, 7-5
- チャールズ・グリンステッド vs. アーネスト・ブラウン・デ・シリー　5-7, 4-6, 7-5, 6-4, 6-1
- ハーバート・チップ vs. ウィリアム・テーラー　10-8, 6-1, 6-4
- ハーバート・ローフォード　試合なし → 準決勝へ

準決勝
- チャールズ・グリンステッド vs. アーネスト・レンショー　2-6, 6-4, 6-2, 6-3
- ハーバート・ローフォード vs. ハーバート・チップ　7-5, 6-4, 6-4

決勝
- ハーバート・ローフォード vs. チャールズ・グリンステッド　7-5, 2-6, 6-2, 9-7

### オールカマーズ決勝
- ウィリアム・レンショー vs. ハーバート・ローフォード　6-0, 6-4, 9-7　（W・レンショーが本大会の優勝者になる。大会4連覇）

## 女子シングルス
1回戦
- モード・ワトソン vs. A・ティリット・ドレーク　6-0, 6-2
- B・E・ウィリアムズ vs. C・ウォリス　6-2, 6-1
- ブランチ・ビングリー vs. C・J・コール　6-3, 6-3
- F・M・ウィンクワース vs. E・ブッシェル　6-0, 6-1
- G・J・クーパー vs. C・ブッシェル　不戦勝
- リリアン・ワトソン　試合なし → 準々決勝へ
- M・レスリー vs. B・ウォリス　6-2, 6-1

準々決勝
- モード・ワトソン vs. B・E・ウィリアムズ　7-5, 6-0
- ブランチ・ビングリー vs. F・M・ウィンクワース　6-0, 6-8, 6-3
- リリアン・ワトソン vs. G・J・クーパー　7-5, 5-7, 6-3
- M・レスリー　試合なし → 準決勝へ

準決勝
- モード・ワトソン vs. ブランチ・ビングリー　3-6, 6-4, 6-2
- リリアン・ワトソン vs. M・レスリー　6-4, 6-1

決勝
- モード・ワトソン vs. リリアン・ワトソン　6-8, 6-3, 6-3

## 決勝戦の結果
男子シングルス
- ウィリアム・レンショー vs. ハーバート・ローフォード　6-0, 6-4, 9-7　［オールカマーズ決勝］

女子シングルス
- モード・ワトソン vs. リリアン・ワトソン　6-8, 6-3, 6-3

男子ダブルス
- ウィリアム・レンショー＆アーネスト・レンショー vs. アーネスト・ルイス＆エドワード・ウィリアムズ　6-3, 6-1, 1-6, 6-4　［第1回公認優勝記録］